# Suteanos

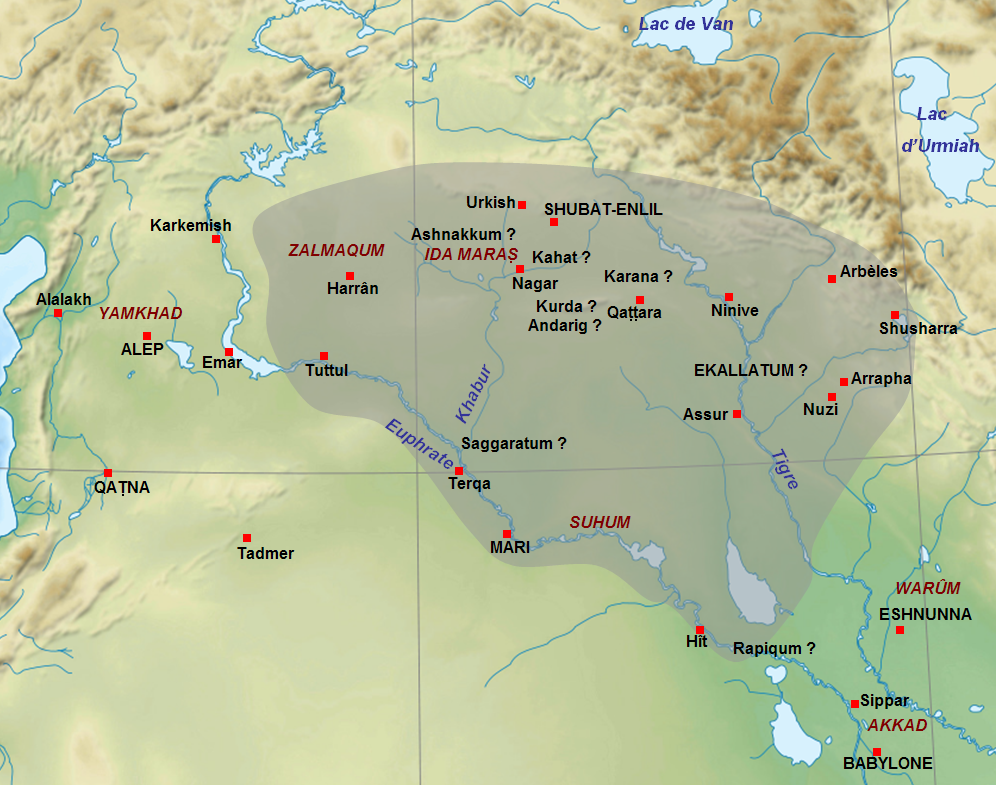
Mapa da extensão aproximada do reino de Samsi-Addu/Shamshi-Adad (1815-1775 aC) pouco antes de sua morte, com os territórios dados a seus filhos Ishme-Dagan (em torno de Ekallatum) e Yasmakh-Addu (em torno de Mari).

Os suteanos foram um povo semita que viveu no Levante e em Canaã em meados do século XIV a.C. e mais tarde também na Babilónia. São mencionados em 8 das 382 Cartas de Amarna. Supõe-se que a língua suteana fosse da família semita.
À semelhança dos habiru, tradicionalmente trabalhavam como mercenários. São mencionados em documentos do Império Assírio Médio (1395–1075 a.C.) como estando presentes na cidade-colónia de Emar, no que é hoje o nordeste da Síria. Juntamente com outros povos semitas, os caldeus e os arameus, os suteanos invadiram partes da Babilónia c. 1 100 a.C.. Acabaram por ser conquistados pelos assírios, como aconteceu ao resto da Babilónia.
Uma das Cartas que refere os suteanos, de Biryawaza de Dimasqu (Damasco) para o faraó, intitula-se "À espera das palavras do faraó":
| “ | Estou de facto, com as minhas tropas e bigas, com os meus irmãos, os meus 'Apiru e os meus Suteanos, à disposição dos arqueiros, onde quer que o rei, meu senhor, ordenar (para eu ir). | ” |